# Föri

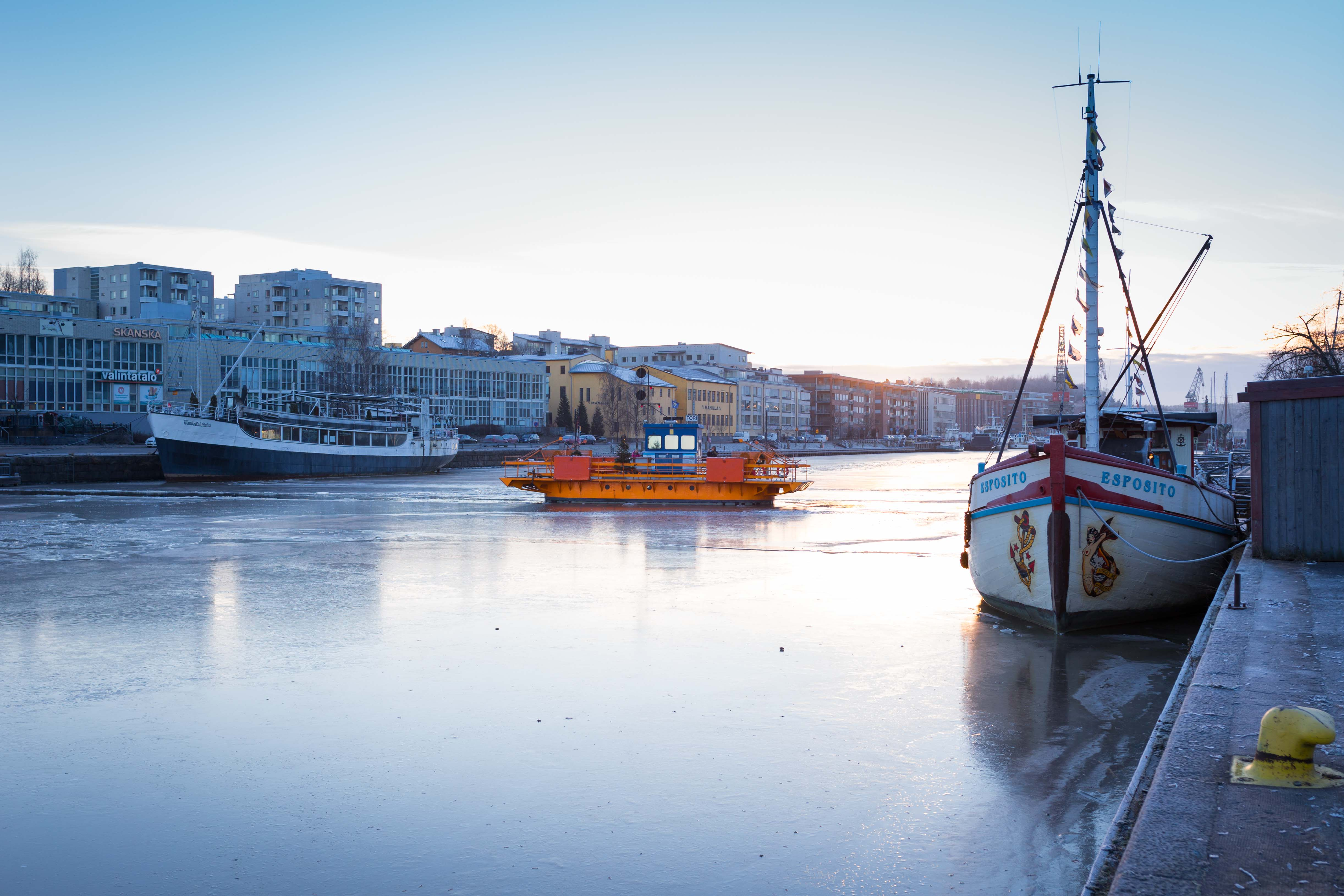
«Фёри» пересекает реку Аура в зимний период

Фёри (фин. Föri) — небольшой речной паром, работающий на реке Аурайоки (фин. Aurajoki) в финском городе Турку, одна из популярных достопримечательностей города. Паром, соединяющий берега реки в районе улиц Терваховинкату (фин. Tervahovinkatu) и Вехтеринкуйя (фин. Wechterinkuja), бесплатен, он входит в систему городского общественного транспорта. Паромная переправа является последней переправой на реке перед устьем.

## История
Фёри был построен в 1903 году, его эксплуатация началась в 1904 году. Считается самым старым транспортным средством, до сих пор используемым в Финляндии.
Название föri восходит к шведскому слову färja «паром» (ср. англ. ferry).

## Технические характеристики парома
Вместительность парома — 75 человек, однако в праздники он перевозит гораздо большее количество людей. Поездка на нём занимает две минуты без учёта времени на выгрузку и погрузку пассажиров. Средняя скорость парома — 2 км/ч. Цепной привод Фёри работает с помощью электродвигателей, которые питаются от аккумуляторов, заряжаемых ночью на береговой зарядной станции, пока судно находится в доке. Изначально Фёри был оборудован паровым двигателем, который потом был заменён на дизельный, а в 2017 году — на электрический.
Фёри был построен в Турку на верфи Ab Vulcan. Модернизацию провела компания Mobimar Oy. Паромом управляет человек. Он находится в маленькой синей кабинке с затемненными окнами.
Людям с велосипедами и электросамокатами также разрешено пользоваться паромом.

## Особенности работы
- Паромная переправа открыта летом с 06:15 до 23:00, зимой — с 06:15 до 21:00. В Рождество, Новый год и Юханнус часы работы могут измениться.
- В сильные морозы, когда толщина льда на всём протяжении пути составляет не менее 30 см, для переправы через реку вместо «Фёри» используется ледовая дорога. В XXI веке движение по ледовой дороге было организовано в 2003, 2010, 2011, 2014 и 2018 годах.
- В период праздников «Фёри» особым образом украшают, например зимой 2022—2023 года «Фёри» был декорирован светящимся красным сердцем. Издалека казалось, что сердце плывет по воде.

## Галерея

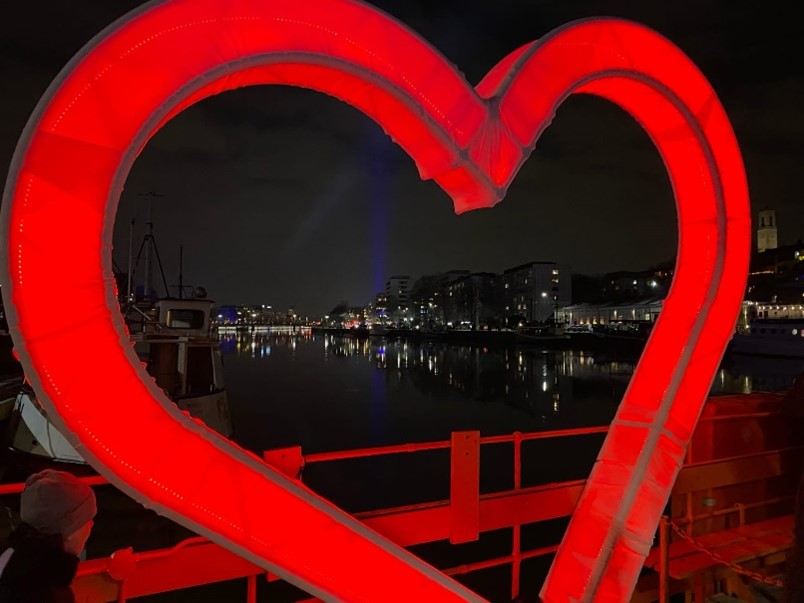
Фигурная иллюминация на «Фёри» в 2022 году
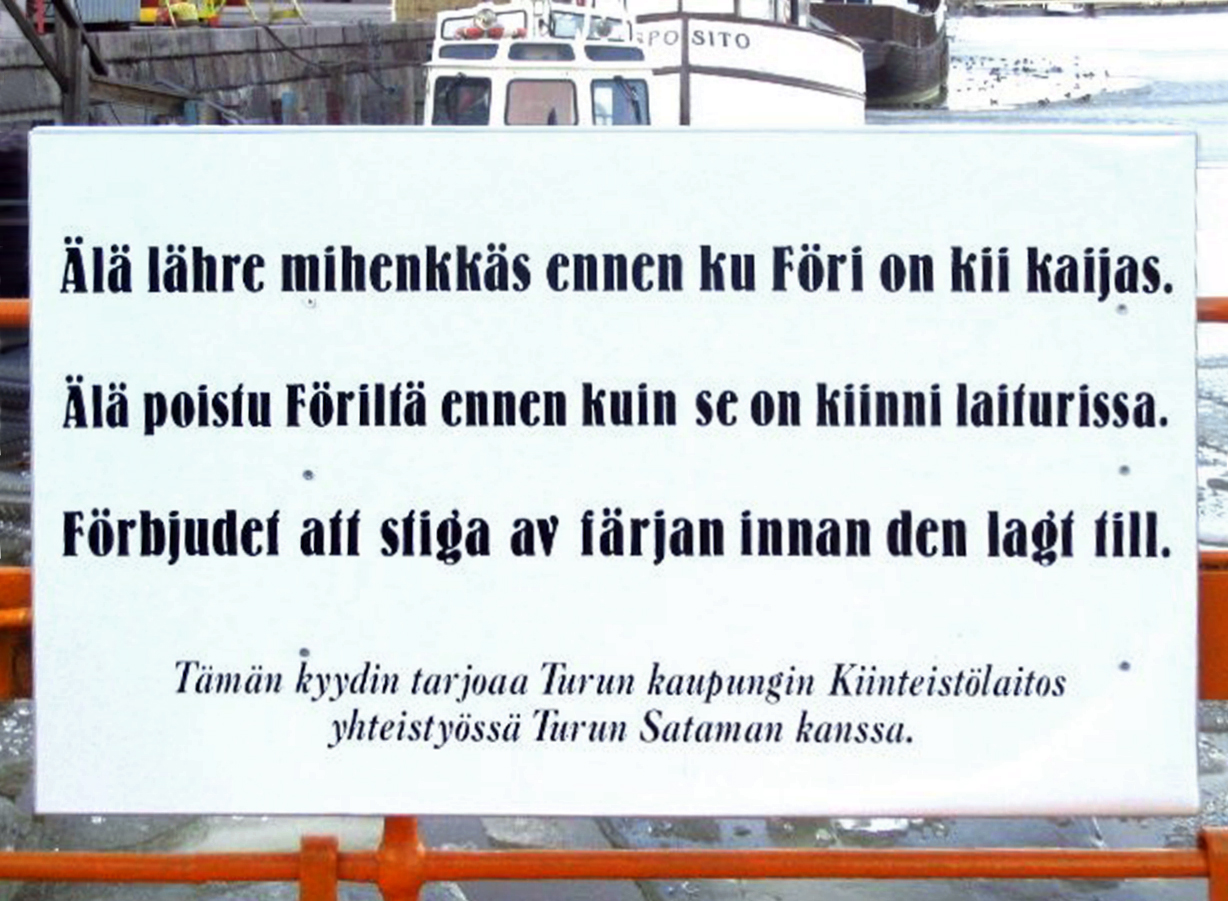
Табличка с предупреждающей надписью на туруском диалекте финского языка, на литературном финском и на шведском языках
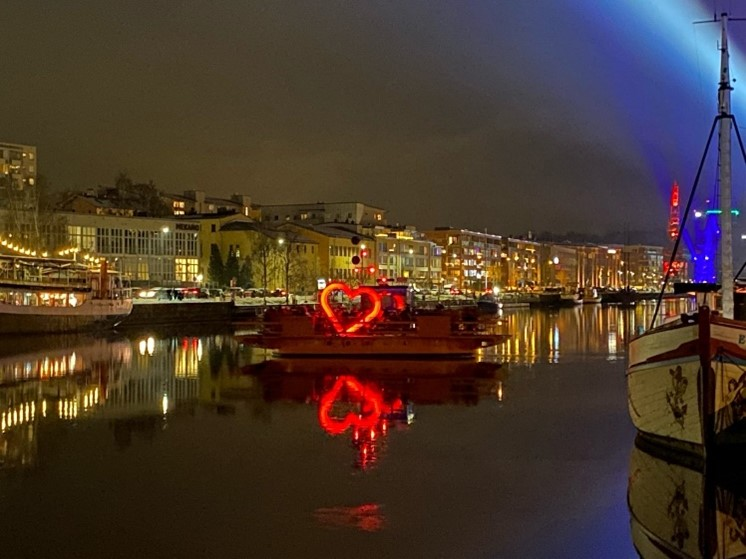
«Фёри» зимой 2022-го
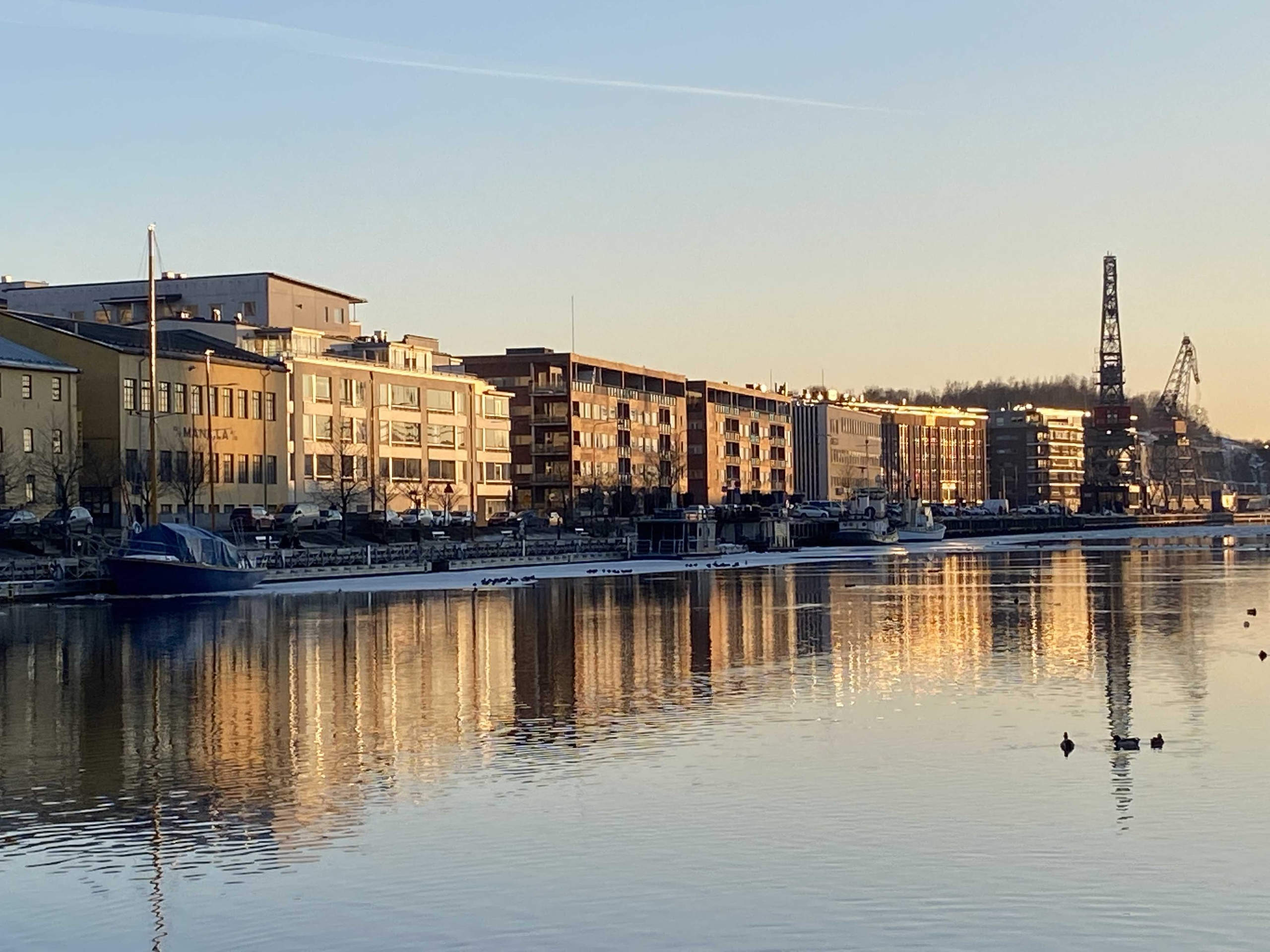
Вид на район «Северная Венеция» с парома